# USS Lafayette (SSBN-616)
El USS Lafayette (SSBN-616) fue un submarino de misiles balísticos de propulsión nuclear que sirvió en la Armada de los Estados Unidos de 1963 a 1991. Fue la primera unidad de su clase.

## Construcción
Fue colocada la quilla en 1961 (el 17 de enero), en Electric Boat de Groton (Connecticut). Fue botado el casco el 8 de mayo de 1962 siendo amadrinado por Jacqueline Kennedy. Y fue asignado el 23 de abril de 1963.

## Características
Fue un submarino de propulsión nuclear de misiles balísticos intercontinentales (ICBM). Alcanzaba 7250 t de desplazamiento emergido y 8250 t de desplazamiento sumergido; 425 pies (129,5 m) de eslora. Como armamento cargaba el ICBM Polaris A-2, que posteriormente fue reemplazado por misiles Poseidon.

## Historia de servicio
Su primer apostadero fue la base naval de New London (CT) y estuvo asignado al SubRon 16. El Lafayette condujo numerosas patrullas a lo largo de los años. Causó baja el 12 de agosto de 1991.

## Nombre
Su nombre USS Lafayette honra a Gilbert du Motier, marqués de La Fayette, general francés al servicio de EE. UU. durante la guerra de la Independencia